# Stefan Löfven
Kjell Stefan Löfven (Estocolm, Suècia, 21 de juliol de 1957) és un
polític suec, líder del Partit Socialdemòcrata de Suècia (S) entre el 2012 i el 2021 i primer ministre de Suècia entre el 2014 i el 2021.

## Trajectòria
Tot i haver nascut a Estocolm, Löfven va passar la infantesa a Ådalen, un poble al nord de Suècia, a la província de Ångermanland. El 1976 Löfven va començar a treballar a l'oficina de correus de Sollefteå. Tres anys més tard, després de treballar breument en una serradora de fusta de Domsjö, va començar la carrera professional de soldador a una fàbrica de la localitat sueca de Örnsköldsvik (comtat de Västernorrland). El 1981 va ser elegit representant sindical i, amb els anys, aniria ascendint posicions fins a arribar, el 2001, a la vicepresidència del Sindicat Metal·lúrgic Suec (Industrifacket Metall en suec). Aquest sindicat va fusionar-se el novembre de 2005 amb un altre del sector per formar plegats IF Metall, un dels sindicats més importants de Suècia (el segon en nombre d'afiliats). Aleshores Löfven en va ser elegit president.
El 2005 va ser escollit membre del consell executiu del Partit Socialdemòcrata de Suècia i, el 2012, després de la dimissió de Håkan Juholt, president del partit, de manera que es va convertir en el cap de l'Oposició del Parlament de Suècia.

### Primer ministre de Suècia
El 3 d'octubre de 2014 es va convertir en el 43è primer ministre de Suècia, succeint a Fredrik Reinfeldt, qui havia ocupat el càrrec des del 2006. El Partit Socialdemòcrata de Löfven va ser el més votat de les eleccions del 14 de setembre de 2014 amb un 31% dels vots.
Les Eleccions generals sueques de 2018 es van celebrar el 9 de setembre de 2018 a Suècia amb un gran avanç de l'extrema dreta dels Demòcrates de Suècia i el Partit Socialdemòcrata de Suècia segueix com el partit més gran però amb el pitjor resultat de la seva història. Amb els blocs d'esquerra i dreta estancats al parlament, Löfven va trigar més de quatre mesos a formar govern fins que el 18 de gener de 2019 Stefan Löfven va finalment ser elegit el nou Primer Ministre de Suècia, després que els partits de Centre i Popular Liberal van decidir de no votar-hi en contra. Després es va formar un nou govern de Socialdemòcrates i Verds, i amb un cert suport dels partit de Centre i Popular Liberal. Les quatre partits van signar un acord ("Januariavtalet", 'l'acord de gener') al voltant alguns temes de finançament i d'apostes. El 28 de juny de 2021, Löfven va anunciar la seva dimissió com a primer ministre després que prosperés una moció de censura contra el seu govern. El cap de l'oposició, Ulf Kristersson, va renunciar a formar un govern alternatiu, i el 7 de juliol Löfven va ser reelegit amb 116 a favor i 173 en contra. L'agost de 2021, Löfven va anunciar que dimitiria com a líder del partit al congrés del partit el 4 de novembre de 2021, en què Magdalena Andersson va ser elegida líder del Partit, convertint-se en la segona líder femenina del partit després de Mona Sahlin. El 10 de novembre Löfven va dimitir formalment del seu càrrec de primer ministre, que passà a Andersson.

### Després de primer ministre
El 14 d'octubre de 2022 el Partit dels Socialistes Europeus el va elegir com a president del partit, rellevant al búlgar Serguei Staníxev.